# Layer Road
Layer Road war ein Multifunktionsstadion in Colchester, England. Bis Juli 2008 trug der Fußballverein Colchester United dort seine Heimspiele aus. Das Stadion wurde 1909 gebaut und besaß zuletzt eine Kapazität von 6000 Plätzen. Der Zuschauerrekord liegt jedoch bei 19.072 während des FA-Cup-Spiels Colchester United gegen FC Reading im November 1948.
Zur Saison 2008/09 bezog Colchester United das 10.000 Zuschauer fassende Weston Homes Community Stadium, das als Colchester Community Stadium eröffnet wurde.